# Top 40-lijst van week 4, 1965
Deze hits stonden op 23 januari 1965 in week 4 in de Nederlandse Top 40.

## Top 40 week 4, 1965
| Rang | Land                     | Artiest                                                                           | Titel                                  | Rang vorige week | Aantal weken in de Top 40 | Hoogste positie | Aantal punten |
| ---- | ------------------------ | --------------------------------------------------------------------------------- | -------------------------------------- | ---------------- | ------------------------- | --------------- | ------------- |
| 1    | Verenigd Koninkrijk      | The Beatles                                                                       | I Feel Fine                            | 1                | 4                         | 1               | 160           |
| 2    | Canada                   | Lucille Starr                                                                     | The French Song                        | 2                | 4                         | 2               | 156           |
| 3    | Verenigd Koninkrijk      | Petula Clark                                                                      | Downtown                               | 8                | 4                         | 3               | 117           |
| 4    | Verenigd Koninkrijk      | Cliff Richard                                                                     | I Could Easily Fall (In Love With You) | 5                | 4                         | 4               | 134           |
| 5    | Verenigd Koninkrijk      | The Rolling Stones                                                                | Little Red Rooster                     | 6                | 4                         | 4               | 128           |
| 6    | Nederland                | Willeke Alberti                                                                   | Mijn Dagboek                           | 4                | 4                         | 4               | 143           |
| 7    | Verenigde Staten         | Chubby Checker                                                                    | Lovely, Lovely (Loverly, Loverly)      | 28               | 2                         | 7               | 47            |
| 8    | Verenigde Staten         | Roy Orbison                                                                       | Pretty Woman                           | 3                | 4                         | 3               | 147           |
| 9    | Verenigde Staten         | The Supremes                                                                      | Baby Love                              | 9                | 4                         | 8               | 123           |
| 10   | Verenigd Koninkrijk      | Julie Rogers                                                                      | The Wedding                            | 11               | 4                         | 9               | 124           |
| 11   | Italië                   | Adamo                                                                             | Dolce Paola                            | 10               | 4                         | 4               | 132           |
| 12   | Nederland                | Imca Marina                                                                       | Harlekino                              | 7                | 4                         | 5               | 134           |
| 13   | Verenigde Staten         | Jay and the Americans                                                             | Come A Little Bit Closer               | 13               | 4                         | 13              | 86            |
| 14   | Verenigde Staten         | Trini Lopez                                                                       | Adalita                                | 16               | 4                         | 14              | 72            |
| 15   | Verenigd Koninkrijk      | The Rolling Stones                                                                | Tell Me                                | 15               | 4                         | 11              | 107           |
| 16   | Verenigd Koninkrijk      | The Rolling Stones                                                                | Time Is On My Side                     | 12               | 4                         | 10              | 114           |
| 17   | Griekenland              | Trio Hellenique                                                                   | Ni Nanai                               | 22               | 3                         | 17              | 51            |
| 18   | Verenigd Koninkrijk      | The Shadows                                                                       | Genie with the Light Brown Lamp        | 26               | 2                         | 18              | 38            |
| 19   | Italië / België          | Rocco Granata                                                                     | Noordzeestrand                         | 18               | 3                         | 18              | 52            |
| 20   | Nederland                | Gert en Hermien Timmerman                                                         | In Der Mondhellen Nacht                | 14               | 4                         | 7               | 109           |
| 21   | Nederland                | Wim Sonneveld                                                                     | Frater Venantius                       | 37               | 2                         | 21              | 24            |
| 22   | Italië                   | Adamo                                                                             | Les Filles Du Bord De Mer              | 33               | 2                         | 22              | 27            |
| 23   | Verenigde Staten         | Gene Pitney                                                                       | I'm Gonna Be Strong                    | 17               | 3                         | 17              | 61            |
| 24   | Verenigde Staten         | The Supremes                                                                      | Come See About Me                      | 23               | 4                         | 17              | 69            |
| 25   | Duitsland                | Ronny                                                                             | Kenn Ein Land/Kleine Annabell          | 20               | 4                         | 18              | 76            |
| 26   | Verenigd Koninkrijk      | The Kinks                                                                         | All Day And All Of The Night           | 19               | 4                         | 17              | 83            |
| 27   | Verenigde Staten         | The Drifters                                                                      | Saturday Night at the Movies           | 35               | 3                         | 27              | 24            |
| 28   | Canada                   | Lucille Starr                                                                     | Crazy Arms/Colinda                     | 27               | 2                         | 27              | 27            |
| 29   | Nederland Zweden Finland | Dutch Swing College Band / Gudrun Jankis / Stig Rauno / Jan Rodhe & The Wild Ones | Let kiss / Letkis / Letkis jenka       | 34               | 2                         | 29              | 19            |
| 30   | Verenigde Staten         | Jim Reeves                                                                        | There's A Heartache Following Me       | 30               | 4                         | 11              | 62            |
| 31   | Nederland                | ZZ en de Maskers                                                                  | Ik Heb Genoeg Van Jou                  | 29               | 4                         | 20              | 52            |
| 32   | Verenigde Staten         | Roy Orbison                                                                       | Pretty Paper                           | 38               | 4                         | 13              | 56            |
| 33   | Verenigde Staten         | Brenda Lee                                                                        | Ich Will Immer Auf Dich Warten         | -                | 2                         | 33              | 11            |
| 34   | Oostenrijk               | Freddy                                                                            | Vergangen Vergessen Vorüber            | 32               | 3                         | 22              | 34            |
| 35   | Duitsland                | Manuela                                                                           | Schneemann                             | -                | 2                         | 30              | 23            |
| 36   | Brazilië                 | Los Indios Tabajaras                                                              | Maria Elena                            | 25               | 4                         | 25              | 38            |
| 37   | Verenigd Koninkrijk      | Georgie Fame and the Blue Flames                                                  | Yeh Yeh                                | -                | 1                         | 37              | 4             |
| 38   | Canada                   | Lorne Greene                                                                      | Ringo                                  | 31               | 4                         | 20              | 35            |
| 39   | Verenigd Koninkrijk      | The Searchers                                                                     | What Have They Done to the Rain        | -                | 1                         | 39              | 2             |
| 40   | Verenigde Staten         | The Supremes                                                                      | Where Did Our Love Go                  | 21               | 4                         | 16              | 64            |

Als een cijfer bij  'Hoogste positie'  is dikgedrukt, dan betekent dat dat het nummer in deze week zijn hoogste positie, tot deze week toe, heeft behaald. 

## Nummers die vorige week wel in de lijst stonden, maar deze week niet meer
Deze week zijn er 4 nummers uit de lijst gegaan.
| Aantal weken volgehouden | Aantal punten | Hoogste positie | Rang vorige week | Land                | Artiest       | Titel            |
| ------------------------ | ------------- | --------------- | ---------------- | ------------------- | ------------- | ---------------- |
| 3                        | 30            | 19              | 39               | Nederland           | Cocktail Trio | Hup Hup Hup      |
| 3                        | 52            | 21              | 24               | Verenigd Koninkrijk | The Beatles   | If I Fell        |
| 1                        | 5             | 36              | 36               | Verenigde Staten    | The Newbeats  | Bread and Butter |
| 1                        | 1             | 40              | 40               | Verenigd Koninkrijk | Sandie Shaw   | Girl Don't Come  |